# Daydream (album)
Daydream – piąty album studyjny amerykańskiej wokalistki i autorki tekstów piosenek, Mariah Carey, wydany oficjalnie 3 października 1995 roku nakładem wytwórni Columbia Records. 

## Historia
Daydream odbiega stylistycznie od pozostałych albumów w dorobku Mariah Carey. Jest utrzymany w takich gatunkach muzycznych jak R&B i Hip Hop. Bardzo wysokie wyniki sprzedaży w pierwszym tygodniu premiery sprawiły, że album 21 października 1995 roku znalazł się na szczycie prestiżowej listy Billboard 200 Album, na której pozostał przez trzy tygodnie. W pierwszym tygodniu sprzedaży Daydream ustanowił rekord – 224 000 sprzedanych płyt. Carey stała się pierwszą kobietą, która w krótkim czasie sprzedała milion kopii płyty. Popularność albumu pozwoliła utrzymać się mu w pierwszej dziesiątce listy przez 29 tygodni, a zawrotna liczba 760 tys. sprzedanych egzemplarzy w 11. i dwóch kolejnych tygodniach sprawiła, że Carey wróciła na trzy tygodnie na pierwsze miejsce zestawienia. W sumie album przebywał na liście 70 tygodni. New York Times, People i TIME są zgodne, że Daydream był "numerem jeden" 1995 roku i tym samym światowym bestsellerem, ponieważ już w piątym miesiącu od premiery jego sprzedaż sięgnęła 14 milionów kopii na całym świecie. Tak wielki sukces albumu jest efektem umiejętności Carey, jej warunków głosowych,  a także współpracy z takimi producentami jak Dave Hall, Jermaine Dupri, Manuel Seal i Walterem Afanasieffem, który towarzyszył jej od początku kariery.
Utwory, które zostały wybrane do promocji krążka w USA, odniosły równie wielki sukces jak sam album. "Fantasy" był pierwszym singlem, który podzielił los Daydream, ponieważ 30 września pojawił się na pierwszym miejscu i pozostał tam osiem tygodni. Największym sukcesem okazała się jednak piosenka "One Sweet Day", śpiewana w duecie z Boyz II Men. Ustanowiła ona kolejny rekord, pozostając na szczycie przez 16 tygodni. 
Trzecim i ostatnim komercyjnym singlem w Ameryce, pochodzącym z tej płyty, był "Always Be My Baby". Carey zdobyła szczyty amerykańskich list muzycznych bestsellerów. W Europie i Azji także odnosiła sukcesy, wydając kolejno "Open Arms" i "Forever", będące zapisami z Daydream Tour w ich klipach. Po jednym z koncertów, zapytana o ulubioną piosenkę z albumu, odpowiedziała, że to "Underneath The Stars", o którego, jak się później okazało, najbardziej walczyła, aby stał się singlem wydanym w USA, podobnie jak "Forever" z tym, że były one pozbawione praw komercyjnych, co czyniło je singlami "promo".

## Recenzje
- Daydream zdobył sześć nominacji do nagród Grammy Awards między innymi w kategoriach najlepszy album roku, najlepsza piosenka roku ("One Sweet Day") i najlepszy wokal w kategorii Pop. W żadnej kategorii Carey nie zwyciężyła.
- Album zajął 116. miejsce w Rock and Roll Hall - rankingu najlepiej sprzedających się albumów i uzyskał status podwójnie diamentowej płyty.
- Ken Tucker z Entertainment Weekly nazwał ten album "Po prostu najlepszą kolekcją utworów Carey, którą stworzyła od czasu jej debiutanckiego albumu w 1990". W swoim opisie na AllMusicGuide stwierdził: "Jest najlepszym albumem na randkę, zawierającym konsekwentnie silne utwory...". Krytyk odniósł się do wokalu Carey, określając go jako "wybitnie namiętny", który pozostaje znakomicie kontrastującym do komentarzy mówiących, że jej technika wokalna pochodzi z bogatego uczucia bądź emocji.

## Nagrody
BMI:
- Pop Award – "Always Be My Baby"
- Pop Award – "Fantasy"
- Pop Award – "One Sweet Day"
- Pop Award – "Forever"

Billboard:
- Specjalna nagroda za "One Sweet Day"
- Hot 100 Singles – Artysta roku
- Hot 100 Airplay "Always Be My Baby"
- Hot Adult Contemporary – Artysta roku

American Music Awards :
- Najlepszy żeński artysta w kategorii Pop/Rock
- Najlepszy żeński artysta w kategorii Soul/R&B

## Lista utworów
| | Tytuł                                                 | Autorzy                                                                                      | Produkcja i aranżacja                                               | Czas trwania                                          |
| Podstawowa wersja: USA (CK 66700) i Europa (481367 2)                                                                        | Podstawowa wersja: USA (CK 66700) i Europa (481367 2) | Podstawowa wersja: USA (CK 66700) i Europa (481367 2)                                        | Podstawowa wersja: USA (CK 66700) i Europa (481367 2)               | Podstawowa wersja: USA (CK 66700) i Europa (481367 2) |
| --- | ----------------------------------------------------- | -------------------------------------------------------------------------------------------- | ------------------------------------------------------------------- | ----------------------------------------------------- |
| 1. | Fantasy                                               | Mariah Carey, Chris Frantz, Tina Weymouth, Dave Hall, Adrian Belew, Steven Stanley           | Mariah Carey, Dave Hall (Dave Hall for Untouchables Entertainment)  | 4:04                                                  |
| 2. | Underneath the Stars                                  | Mariah Carey, Walter Afanasieff                                                              | Walter Affanasieff, Mariah Carey                                    | 3:33                                                  |
| 3. | One Sweet Day                                         | Mariah Carey, Michael McCary, Nathan Morris, Wanya Morris, Shawn Stockman, Walter Afanasieff | Walter Affanasieff, Mariah Carey                                    | 4:42                                                  |
| 4. | Open Arms                                             | Steve Perry, Jonathan Cain                                                                   | Walter Affanasieff, Mariah Carey                                    | 3:30                                                  |
| 5. | Always Be My Baby                                     | Mariah Carey, Jermaine Dupri, Manuel Seal                                                    | Mariah Carey, Jermaine Dupri, Manuel Seal (Koordynator produkcji)   | 4:20                                                  |
| 6. | I Am Free                                             | Mariah Carey, Walter Afanasieff                                                              | Walter Affanasieff, Mariah Carey                                    | 3:09                                                  |
| 7. | When I Saw You                                        | Mariah Carey, Walter Afanasieff                                                              | Walter Affanasieff, Mariah Carey                                    | 4:24                                                  |
| 8. | Long Ago                                              | Mariah Carey, Jermaine Dupri                                                                 | Mariah Carey, Jermaine Dupri, Manuel Seal (Koordynator produkcji)   | 4:33                                                  |
| 9. | Melt Away                                             | Mariah Carey, Babyface                                                                       | Mariah Carey                                                        | 3:42                                                  |
| 10. | Forever                                               | Mariah Carey, Walter Afanasieff                                                              | Walter Affanasieff, Mariah Carey                                    | 4:00                                                  |
| 11. | Daydream Interlude (Fantasy Sweet Dub Mix)            | Mariah Carey, Chris Frantz, Tina Weymouth, Dave Hall, Adrian Belew, Steven Stanley           | Mariah Carey, David Morales (David Morales for Def Mix productions) | 3:04                                                  |
| 12. | Looking In                                            | Mariah Carey, Walter Afanasieff                                                              | Walter Affanasieff, Mariah Carey                                    | 3:36                                                  |
| Bonus wersji hiszpańskojęzycznych: Meksyk (CDDI 481367), Hiszpania (481367 9), Kolumbia (52 481367) i Argentyna (2-481.367). |                                                       |                                                                                              |                                                                     |                                                       |
| 13. | El Amor Que Soñé                                      | Steve Perry, Jonathan Cain, Manny Benito adaptacja hiszpańskiej wersji tekstu                | Walter Affanasieff, Mariah Carey                                    | 3:29                                                  |
| Bonus wersji Japońskiej (SRC 7821), Koreańskiej, (CPK 1611) i Brytyjskiej (481367-2)                                         |                                                       |                                                                                              |                                                                     |                                                       |
| 13. | Fantasy Def Club Mix                                  | Mariah Carey, Chris Frantz, Tina Weymouth, Dave Hall, Adrian Belew, Steven Stanley           | Mariah Carey, David Morales (David Morales for Def Mix Productions) | 11:14                                                 |
| Piosenka, która powstała podczas pracy nad albumem, ale wydana tylko jako B-Side                                             |                                                       |                                                                                              |                                                                     |                                                       |
| | Slipping Away                                         | Mariah Carey, Dave Hall                                                                      | Mariah Carey, Dave Hall (Dave Hall for Untouchables Entertainment)  | 4:30                                                  |

## Pozycje na listach przebojów
| Lista              | Najwyższa pozycja | Certyfikat | Sprzedaż    |
| ------------------ | ----------------- | ---------- | ----------- |
| Australia          | 1                 | 5xPlatyna  | 350,000+    |
| Austria            | 5                 | Platyna    | 50,000+     |
| Belgia             | -                 | Platyna    | 50,000+     |
| Brazylia           | -                 | -          | 50,000+     |
| Francja            | 2                 | 2xPlatyna  | 650,000+    |
| Hiszpania          | 5                 | 2xPlatyna  | 200,000+    |
| Holandia           | 1                 | 2xPlatyna  | 200,000+    |
| Hongkong           | -                 | 5xPlatyna  | 100,000+    |
| Japonia            | 1                 | 12xPlatyna | 2,500,000+  |
| Kanada             | 3                 | 7xPlatyna  | 700,000+    |
| Korea Południowa   | -                 | 6xPlatyna  | 600,000+    |
| Meksyk             | -                 | Złoto      | 100,000+    |
| Niemcy             | 1                 | Platyna    | 500,000+    |
| Norwegia           | 3                 | Platyna    | 50,000+     |
| Nowa Zelandia      | 1                 | 5xPlatyna  | 75,000+     |
| Polska             | -                 | Złoto      | 20,000+     |
| Singapur           | -                 | 4xPlatyna  | 60,000+     |
| Szwecja            | 6                 | Platyna    | 100,000+    |
| Szwajcaria         | 1                 | Platyna    | 75,000+     |
| Włochy             | 6                 | 2xPlatyna  | 250,000+    |
| Wielka Brytania    | 1                 | 3xPlatyna  | 900,000+    |
| U.S. Billboard 200 | 1                 | Diament    | 10,000,000+ |
| Europa             | 2                 | 3xPlatyna  | 3,500,000+  |
| Świat              | 1                 | -          | 25,000,000+ |